# Urbanització de Can Corbera
Can Corbera és una urbanització del municipi de Viladecavalls, al Vallès Occidental, a la part nord del terme, sota el turó de la Barrumbina. Està separada de la urbanització de la Planassa, al sud, per la via del tren Barcelona-Manresa i per l'autopista C-16 Terrassa-Manresa. En aquest nucli hi ha l'estació de ferrocarril de Viladecavalls, i està comunicat amb el poble de Viladecavalls i amb l'autovia de la Bauma, o carretera C-58.
Amb 284 persones censades el 2007, la urbanització es va originar en terrenys de la masia de Can Corbera, una de les principals del terme.
Des d'aquest nucli s'accedeix a la curiosa masia de Can Boixeres, situada dalt la serra de Collcardús. Avui reconvertida en restaurant per a grans celebracions, és una casa senyorial de començament del segle xx de línies clàssiques i estil modernista, on hi destaca la torre mirador i una petita capella adossada.